# オーストラリア和牛協会
オーストラリア和牛協会（オーストラリアわぎゅうきょうかい、英語: Australian Wagyu Association、略称：AWA）は、オーストラリア産の和牛（"wagyu"、ワギュー、ワギュウと表記されることもある）育成を促進し、発展させることを目的とした畜産団体である。オーストラリア和牛育種協会有限会社（英語: The Australian Wagyu Breeders Association Limited）が運営を行っている。オーストラリア国内の和牛育成を統括する団体であり、国内の和牛協議会開催も行っている。

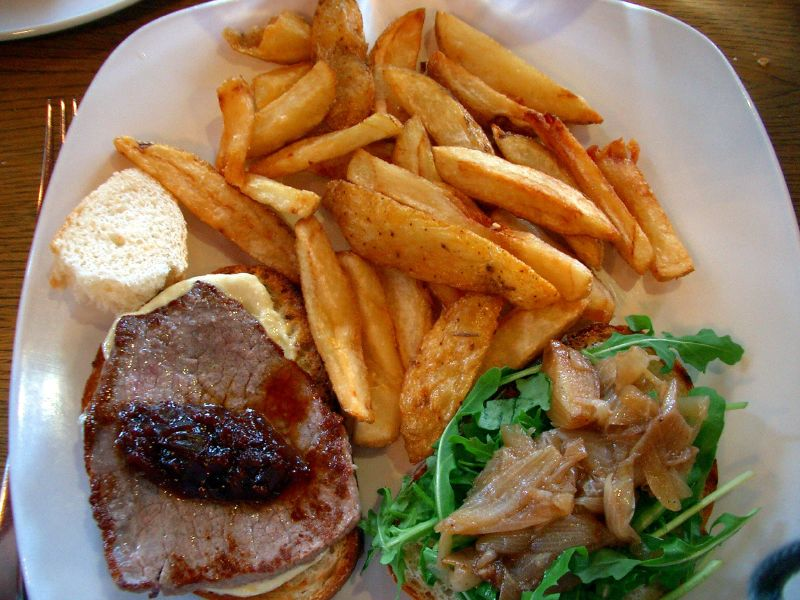
オーストラリア産ワギューを使用したステーキサンドウィッチ

オーストラリアに初めて品種としての和牛が持ち込まれたのは1990年である。翌年の1991年に和牛の精液と受精卵が持ち込まれた事により、オーストラリア国内で和牛の生産が可能となった。その後しばらくは育成に費用がかかる長期プロジェクトとして育成が進められていたが、1995年に北海道の畜産業者であった武田正吾がアメリカ合衆国、そしてオーストラリアやニュージーランドへと子牛、受精卵、精液を輸出したことにより大きく状況が変化した。1995年、オーストラリアには37頭の雌牛と5頭の雄牛が輸入された。さらにその後の数年間にはアメリカ合衆国で何千頭もの和牛の受精卵が作成され、オーストラリアに運び込まれて育成試験が行われた。2006年にはアンガス種等との異種交配種でない和牛の生産に成功している。2012年時点においてオーストラリア国内で生産されている和牛は5000頭以上であり、AWAはその登録管理を行っている。
この他にも国内の和牛生産業者を集めた年次報告や、国内ブランド牛品評会なども開催している。